# Картофен групер
Epinephelus tukula е вид бодлоперка от семейство Serranidae. Видът не е застрашен от изчезване.

## Разпространение и местообитание
Разпространен е в Австралия, Джибути, Египет, Еритрея, Йемен, Израел, Индия, Индонезия, Йордания, Кения, Китай, Коморски острови, Мавриций, Мадагаскар, Майот, Мозамбик, Оман, Остров Рождество, Пакистан, Папуа Нова Гвинея, Провинции в КНР, Реюнион, Саудитска Арабия, Сейшели, Сомалия, Судан, Тайван, Танзания, Шри Ланка, Южна Африка и Япония.
Обитава крайбрежията на океани, морета и рифове. Среща се на дълбочина от 10 до 400 m, при температура на водата около 26,2 °C и соленост 36 ‰.

## Описание
На дължина достигат до 2 m, а теглото им е максимум 110 kg.